# Strophius sigillatus
Strophius sigillatus är en spindelart som beskrevs av Cândido Firmino de Mello-Leitão 1940. 
Strophius sigillatus ingår i släktet Strophius och familjen krabbspindlar. Artens utbredningsområde är Guyana. Inga underarter finns listade i Catalogue of Life.